# Чернова (Талицкий муниципальный округ)
Чернова — деревня в Талицком городском округе Свердловской области, Россия.

## Географическое положение
Деревня Чернова муниципального образования «Талицкого городского округа» Свердловской области находится в 39 километрах (по автотрассе в 53 километрах) к юго-востоку от города Талица, по обоим берегам реки Ручей Бутка (правый приток реки Бутка, бассейн реки Пышма), в 2 километрах от устья.

## Население
| 2002 | 2010 | 2021 |
| ---- | ---- | ---- |
| 113  | ↘69  | ↘42  |